# Бур (гранатомёт)
«Бур» — перспективный российский малогабаритный многоразовый реактивный пехотный огнемёт (РПО), разработанный тульским конструкторским бюро приборостроения на базе реактивного пехотного огнемёта «Шмель», для повышения боевых возможностей мотострелковых, воздушно-десантных и других подразделений. В 2014 году был принят на вооружение Российской армией.

## История создания
Малый гранатомётный комплекс «Бур» был разработан Тульским конструкторским бюро приборостроения, на базе пехотного реактивного огнемёта «Шмель». При этом масса опытного образца составляла не более пяти килограммов.
Основное предназначение МГК «Бур» заключается в возможности поражения живой силы противника, небронированной техники, лёгкой бронетехники, повреждения сооружений и укрытий.
Первая демонстрация малогабаритного гранатомётного комплекса «Бур» состоялась осенью 2013 года, в ходе выставки «INTERPOLITEX» в России. После полученных высоких оценок со стороны российских специалистов МГК «Бур» решили продемонстрировать на европейской выставке «EUROSATORY-2014», прошедшей в Париже. Позднее сообщалось, что белорусский холдинг «БелОМО» разработал для гранатомёта несколько типов прицелов — тепловизионный, ночной и дневной оптический.
По сообщению СМИ, от 21 октября 2014, Тульское конструкторское бюро приборостроения наладило серийный выпуск МГК «Бур» для дальнейшей поставки российским силовым ведомствам.
В июне 2016 МГК «Бур» принят на вооружение подразделений антитеррора.

## Конструкция
Гранатомётный комплекс «Бур» включает в себя два основных компонента:
- стекловолоконный автономный корпус для ракетного двигателя.
- устройство для пусков боеприпасов. Состоит из спускового крючка, пистолетной рукояти, ручного предохранителя, цевья с ребристой структурой, кронштейна для установки оптических прицелов или дальномеров.

В комплект для переноски запасных корпусов ракетных двигателей к гранатомёту, входит специальная сумка-рюкзак, ёмкостью до трёх корпусов.
Гранатомётный комплекс «Бур» способен использовать как осколочно-фугасные, так и термобарические гранаты.

## Преимущества
- может снаряжаться различными типами выстрелов;
- могут использоваться прицелы разного типа, в зависимости от условий применения;
- боеприпасы при небольших размерах и массе обладают высокой эффективностью;
- возможность вести огонь даже из небольших закрытых помещений объёмом от 30 м³;
- комплекс отличается безопасностью в обращении и высокой надёжностью;
- простота в обращении, возможность вести огонь из положений: «лёжа», «с колена», «стоя», в том числе в условиях ограниченных условий видимости на поле боя;
- комплекс удобен при транспортировке, при авиадесантировании, при движении по сильно пересечённой местности.[5]

## Тактико-технические характеристики
- Тип — реактивный
- Дальность стрельбы:
  - минимальная — 25 м
  - максимальная — 950 м
  - прицельная с оптическим прицелом — 650 м
- Масса:
  - пускового устройства с оптическим прицелом — до 1,5 кг
  - выстрела — 3,5 кг
- Калибр — 62 мм.
- Длина выстрела — 742 мм.
- Температурный режим применения — от –40 до +60 °C.
- Допустимое число выстрелов из пускового устройства — не менее 500.
- Кучность стрельбы на дистанции 200 м:
  - вероятность отклонения по высоте (Вв) ≤ 0,5,
  - по боковому отклонению (Вб) ≤ 0,5.